# Тітюцький Дмитро Олександрович
Дмитро Олександрович Тітюцький (26 жовтня 1994, Копистирин — 11 листопада 2022, Луганська область) — український військовослужбовець, капітан спецпідрозділу «Омега» Національної гвардії України, учасник російсько-української війни.

## Життєпис
Народився 26 жовтня 1994 року в селі Копистирин, Жмеринського району, Вінницької області. У 2010 році закінчив навчання у Копистиринській середній загальноосвітній школі. У 2012 році пішов на строкову службу до лав ЗСУ. З 2014 року брав участь у військових діях в зоні проведення АТО. У 2015 році вступив до Харківської академії Національної гвардії України. З 2018 року — офіцер Нацгвардії України в місті Одеса. З перших днів повномасштабного  вторгнення рф в Україну, Дмитро захищав рідний край в зоні бойових дій.
11 листопада 2022 року загинув під час артилерійського обстрілу поблизу одного з населених пунктів Луганської області. Похований на Копистиринському кладовищі.
У молодого героя залишились мама, тато, сестра, дружина та дві донечки.

## Нагороди
15 лютого 2023 року за особисту мужність і самовідданість, виявлені у захисті державного суверенітету та територіальної цілісності України, сумлінне і бездоганне служіння Українському народові посмертно удостоєний ордена «За мужність» ІІІ ступеня